# Mestiço
Mestiço (portuguès, mestís) és un terme que va ser usat inicialment per referir-se a una persona d'ascendència mixta europea i ameríndia. Més tard, amb la introducció de l'esclavitud melanoafricana pels portuguesos al Brasil i la mescla interracial, al Brasil sorgiren altres categories. Les més comunes són les següents: Mulat, persona amb ascendència mixta europea i africana; zambo, persona amb ascendència mixta ameríndia i africana, i pardo, persona amb ascendència de les tres races. Quan l'Imperi Portuguès es va expandir per Àfrica i Àsia, el terme mestiço passà a designar individus d'ascendència mixta independentment de la categoria racial a la qual pertangués. Avui dia la paraula caboclo ha substituït la paraula mestiço en el sentit d'una persona amb ascendència mixta europea i ameríndia.

## Mestiço – Brasil

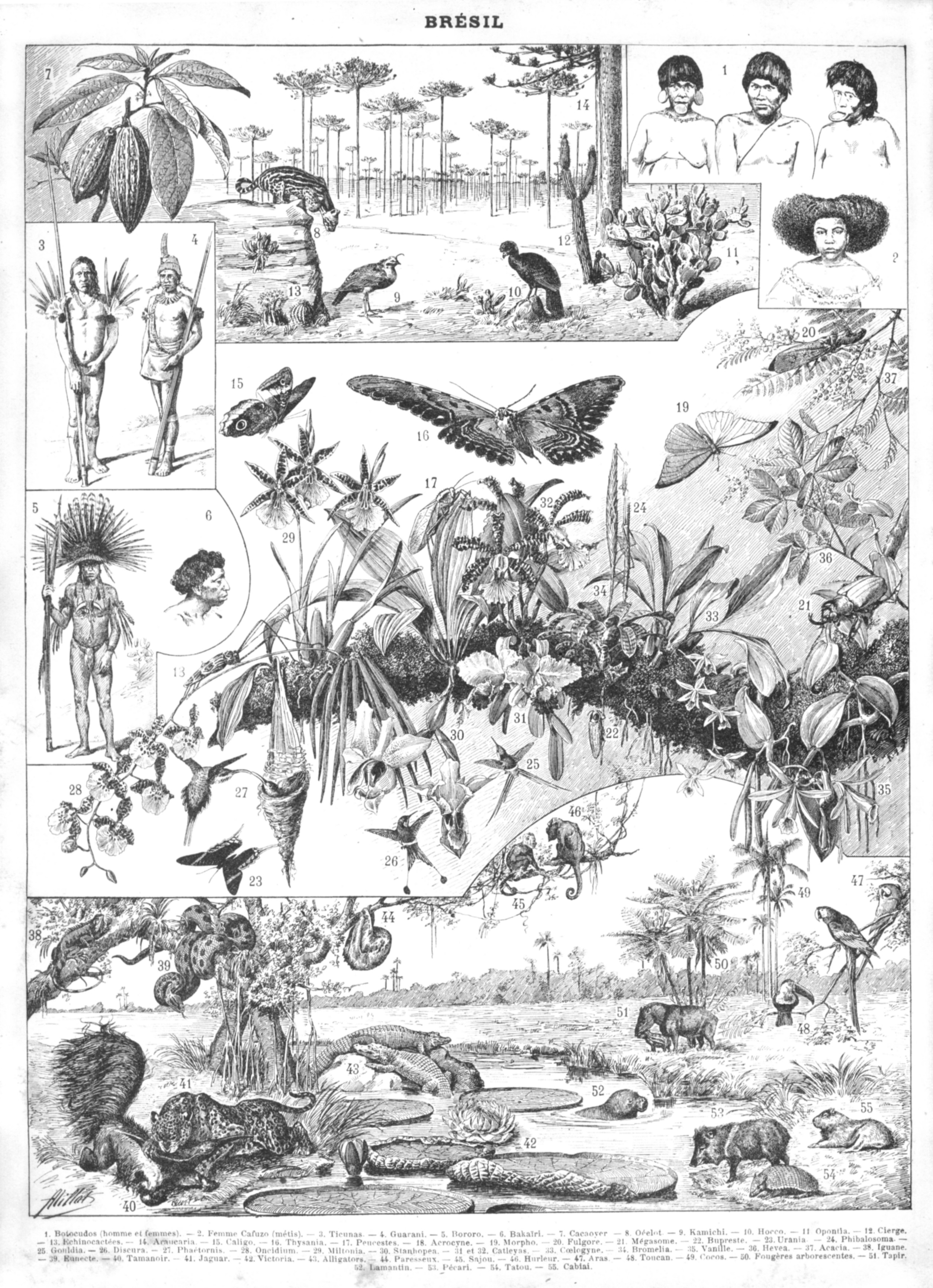
Una imatge descrivint Brasil, al final del, al Nouveau Larousse illustré, a França: indis, mestiços, exemples de la fauna i flora del país

A Brasil, la paraula mestiço fou substituïda per "pardo" (bru) al cens de 1890, juntament amb "caboclo". però tornaren al terme "pardo" en censos subsequents.
El terme ha estat i és usat per a descriure els individus nascuts de la barreja de qualsevol grup ètnic. Majoritàriament aquests individus eren de mescla africana, ameríndia i europea. Hi havia grups específics: els mestissos de portuguesos i amerindis es coneixien com a Caboclos o, més comunament en el passat, mameluco. Les persones d'ascendència europea i africana són denominats mulats. Cafuzos (coneguts també com a zambo) són la barreja d'amerindis i africans. Si algú té barreja de les tres ètnies són coneguts com a "pardos". Brasil celebra el Dia do Mestiço (el 27 de juny és una festa oficial als estats d'Amazones, Paraíba i Roraima) per a celebrar la unitat racial de la nació. El Dia do Caboclo se celebra el 24 de juny.

## Mestiço – Angola
Els mestiços són principalment de mescla d'europeus amb natius indígenes angolenys o altres o totes dues coses alhora indígenes africans. Tendien a ser portuguesos culturalment i també adoptaven noms portuguesos.
Encara que representen prop de 2% de la població, són l'elit social i grup racialment privilegiat del país. Històricament, els mestiços formaven aliances socials i culturals amb els colons portuguesos, posteriorment s'identificaren amb els portuguesos per sobre de les seves identitats indígenes. Malgrat la seva lleialtat, el grup ètnic es va enfrontar a l'adversitat econòmica i política en mans de la població blanca en temps de dificultats econòmiques per als blancs.
Aquestes accions aïllaren els mestiços dels beneficis econòmics i van provocar que el grup prengués una nova direcció sociopolítica. No obstant això, malgrat els 500 anys de presència portuguesa al país, el grup ètnic ha conservat la seva posició de preponderància en la jerarquia política, econòmica i cultural en l'actual Angola. El seu fenotip és ampli amb un nombre de membres que posseeixen característiques físiques que estan a prop dels altres entre la població indígena negra no barrejada. Ja que els mestiços estan més ben educats que la resta de la població indígena negra, exerceixen influències en el govern desproporcionadament al seu nombre.

## Mestiço – Guinea-Bissau, Cap Verd
A Guinea Bissau l'1% de la població és d'ascendència mixta africana i portuguesa. A Cap Verd mestiço designa un individu de barreja asiàtica i europea.

## Mestiço – Moçambic
Una minoria de la població de Moçambic són d'ascendència mixta bantu i portuguesa.

## Mestiço – São Tomé i Príncipe
Els mestiços de São Tomé i Príncipe són descendents dels colonitzadors portuguesos i esclaus africans portats a les illes durant els primers anys de la colonització des de Benín, Gabon, República del Congo, la República Democràtica del Congo i Angola (s'autoanomenen filhos da terra).

## Mestiços – Índia portuguesa, Goa i Sri Lanka
A les colònies portugueses a l'Índia del segle xvii, el terme "castiço" era aplicat pels portuguesos nascuts a l'Índia sense cap barreja racial, mentre que "mestiço" s'aplicava a qualsevol que tingués algun ancestre europeu, encara que remot. A Sri Lanka, els noms Mestiços o "casados" eren aplicats a les persones amb barreja d'ascendència portuguesa i singalesa o tàmil) establits en el segle xvi.